# Sint-Janskerk (Kuringen)

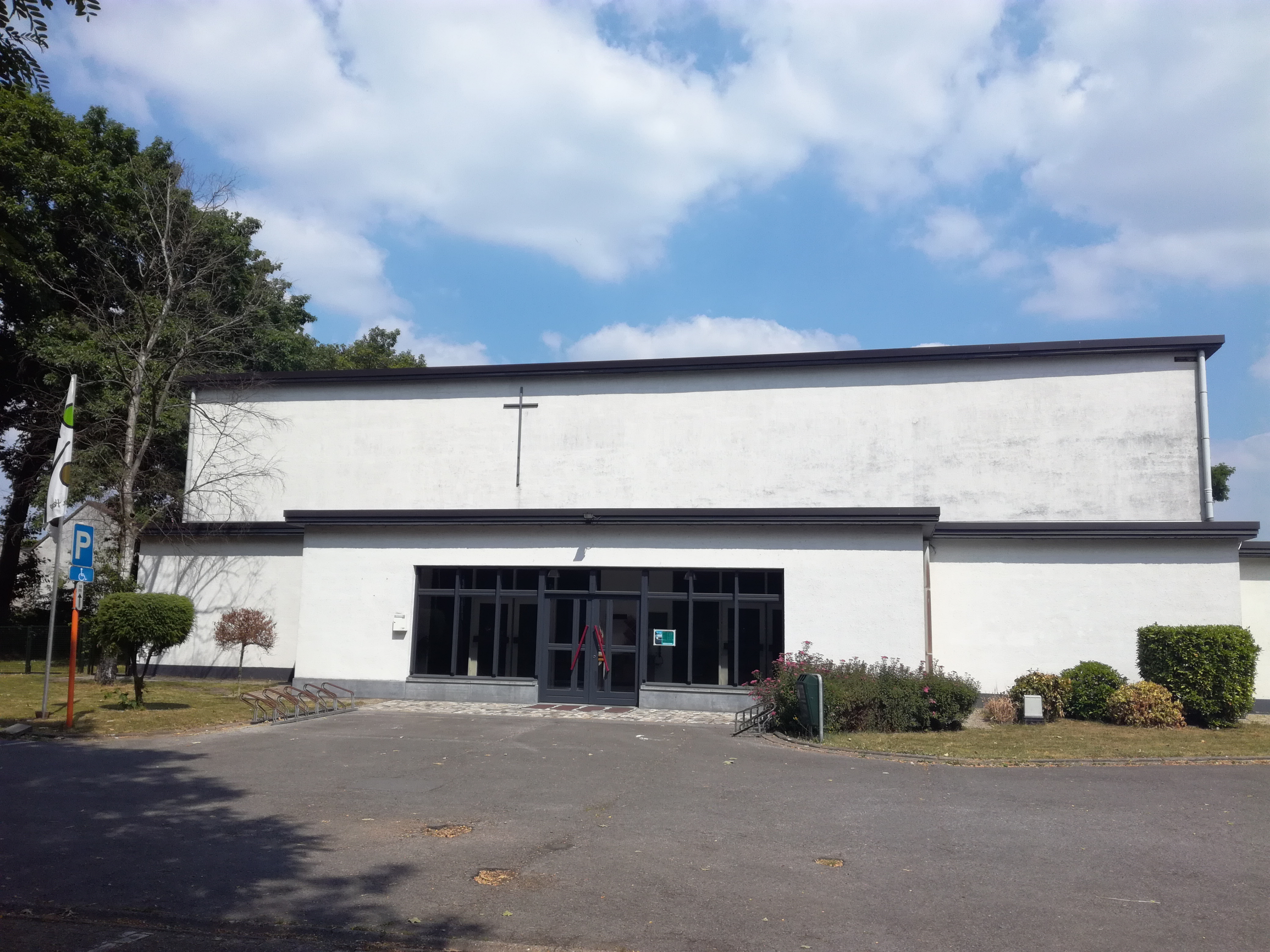
Sint-Janskerk van Heide

De Sint-Janskerk is de parochiekerk van de wijk Heide die zich ten noorden van Kuringen en ten  noordoosten van de Belgische stad Hasselt bevindt. Ze is gelegen op de hoek van de Hoogheide en de Nieuwstraat.
De kerk is een witte, doosvormige zaalkerk in modernistische stijl, gebouwd in 1968. Architect was Mathieu Driessen (1920-2002). De Sint-Janskerk bevat diverse objecten (tabernakel, godslamp) van de hand van Willy Ceysens, eveneens uit 1968.
Vanwege een geldgebrek legden de bewoners van het gehucht Heide zelf de vloer aan. Deze doet denken aan een mozaïek en bestaat uit vele kleuren en materialen.
Op 18 december 2021 werd voor het laatst een eucharistieviering gehouden in de kerk, in aanwezigheid van de deken van Hasselt.

## Orgel

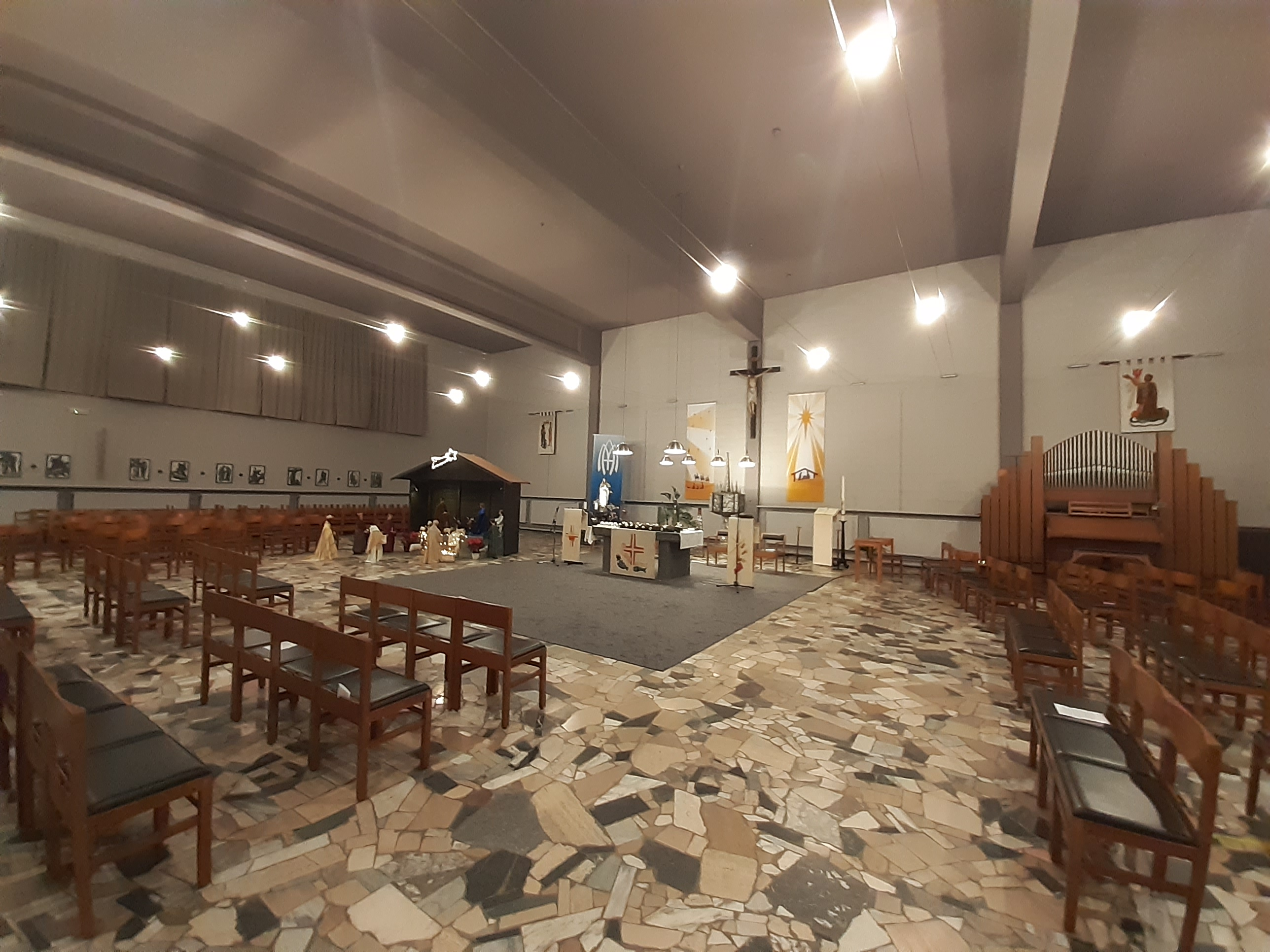
Foto genomen na de laatste viering

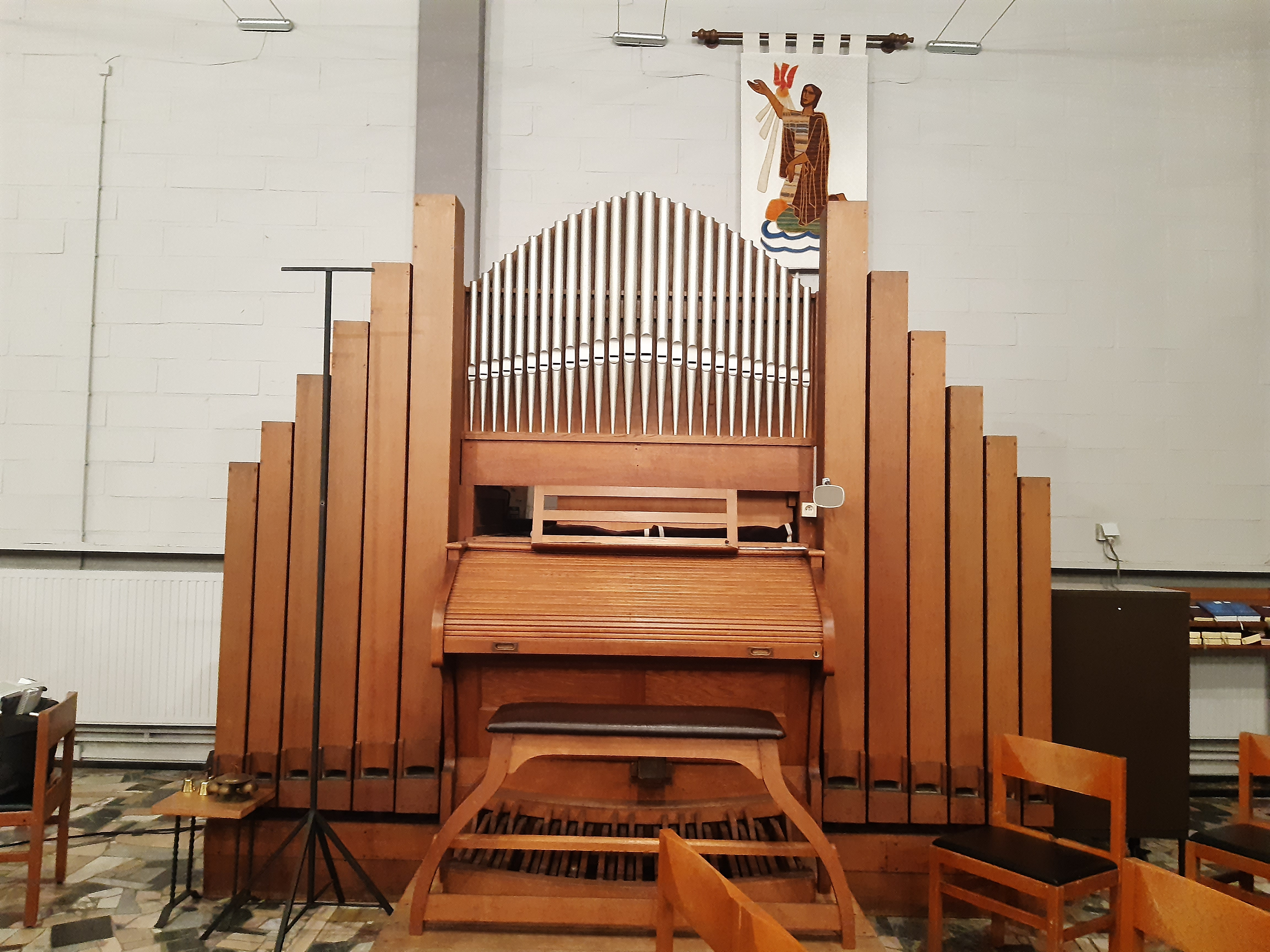
Het orgel in de Sint-Janskerk

In 1983 werd het orgel van de Heilig Hartkerk in Hasselt overgeplaatst naar de kerk van Heide. Het orgel, van de hand van Gerard D'Hondt uit Herselt, heeft de volgende dispositie:
| Hoofdwerk I |       |
| Bourdon     | 16    |
| Prestant    | 8     |
| Holpijp     | 8     |
| Oktaaf      | 4     |
| Kwint       | 2 2/3 |
| Flageolet   | 2     |

| Zwelwerk II |       |
| Principaal  | 8     |
| Bourdon     | 8     |
| Fluit       | 4     |
| Nazard      | 2 2/3 |
| Tremolo     |       |

| Pedaal    |    |
| Subbas    | 16 |
| Bas       | 8  |
| Koraalbas | 4  |

Twee jaar na de sluiting van de kerk, werd het orgel overgeplaatst naar een kerk in Polen.

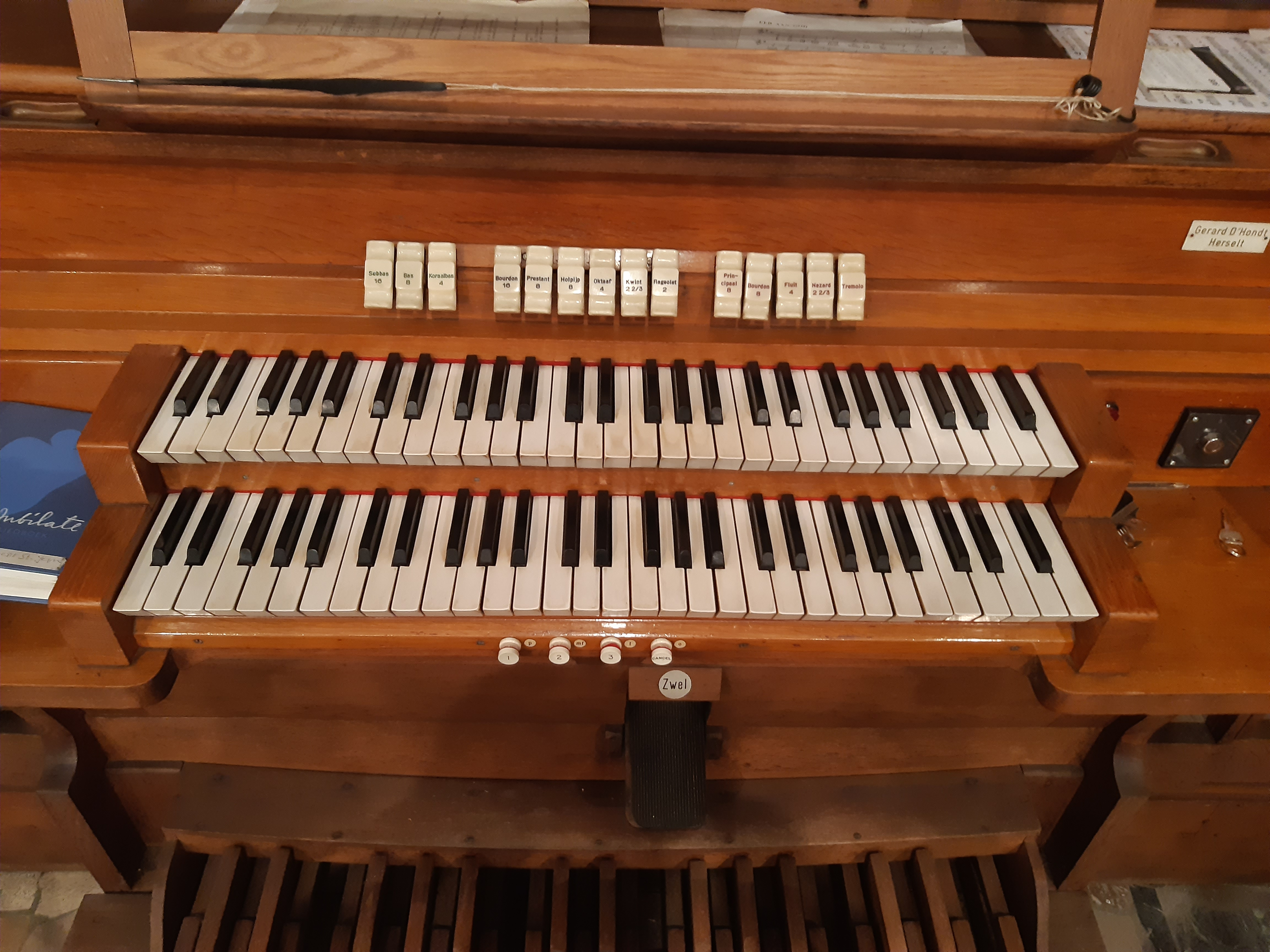
De klavieren van het orgel